# Daniel Diges
Daniel Diges Garcia (n. 17 ianuarie 1981) este un cântăreț, pianist, compozitor și actor spaniol. A fost născut în orașul Alcalá de Henares. Și-a început activitatea în teatrul muzical în 2005. A fost ales să reprezinte Spania la Concursul Muzical Eurovision 2010 cu melodia „Algo pequeñito”.